# معاهدة مراكش لتيسير النفاذ إلى المصنفات المنشورة لفائدة الأشخاص المكفوفين
معاهدة مراكش لتيسير النفاذ إلى المصنفات المنشورة لفائدة الأشخاص المكفوفين أو معاهدة مراكش لتيسير النفاذ إلى المصنفات المنشورة لفائدة الأشخاص المكفوفين أو معاقي البصر أو ذوي الإعاقات الأخرى في قراءة المطبوعات هي معاهدة تتعلق بحق المؤلف تم تبنيها في مدينة مراكش في المغرب في 27 حزيران (يونيو) عام 2013.
حققت معاهدة مراكش لتيسير النفاذ إلى المصنفات المنشورة لفائدة الأشخاص المكفوفين إيداع 20 وثيقة تصديق أو انضمام للأطراف المؤهلة اللازمة لدخول المعاهدة إلى حيز التنفيذ في 30 يونيو 2016، ودخلت المعاهدة حيز التنفيذ بالفعل بعد ثلاثة أشهر في 30 سبتمبر 2016.
تضم المعاهدة 92 طرفًا متعاقدًا اعتبارًا من شباط (فبراير) عام 2023 لتغطي 118 دولة عضوًا في المعاهدة حيث أن الاتحاد الأوروبي انضم إلى المعاهدة باعتباره كيانًا واحدًا.

## التاريخ
سعت معاهدة مراكش لتيسير النفاذ إلى المصنفات المنشورة لفائدة الأشخاص المكفوفين إلى معالجة الحرمان من الكتب الذي يُعانيه الأشخاص غير القادرين على الوصول إلى المواد المطبوعة القياسية، فقد قدر الاتحاد العالمي للمكفوفين قبل تنفيذ المعاهدة أن ما يزيد عن 90٪ من الأعمال المحمية بحقوق الطبع والنشر لم يتم إنتاجها بأشكال يسهل وصول المكفوفين إليها. ينخفض هذا الرقم في البلدان النامية إلى حوالي 1٪ من المواد المنشورة.
كانت ما يقل عن ثلث البلدان قبل توقيع المعاهدة تقدم استثناءًًا لحقوق الطبع والنشر للسماح بمشاركة الأعمال للأشخاص ذوي الإعاقة دون إذن أصحاب حقوق النشر، ولكن حتى في حالة استثناءات حق المؤلف في هذه الدول، فلم يكن بإمكان للبلدان الفردية الأخرى مشاركة المواد المحمية بحقوق التأليف والنشر فيما بينها، فقد احظ الاتحاد العالمي للمكفوفين في إسبانيا، على سبيل المثال، يوجد ما يقرب من 100000 كتاب يمكن الوصول إليه لغير المبصرين، بينما يوجد في الأرجنتين حوالي 25000 كتاب فقط، وعلى الرغم من ذلك، فلا يمكن تصدير الكتب التي يمكن الوصول إليها في إسبانيا بشكل قانوني إلى الأرجنتين أو إلى دول أخرى ناطقة باللغة الإسبانية. وحتى في حالة وجود استثناءات حق المؤلف، فإنها لم تكن دائمًا موحدة في طبيعتها.
لطالما كان لدى الولايات المتحدة الأمريكية تعديل تشافي، والذي يسمح، من بين أمور أخرى، بوجود خدمة المكتبة الوطنية للمكفوفين والمعاقين وغير القادرين على قراءة المطبوعات، إلا إن هذا الإعفاء من حق المؤلف قبل المعاهدة كان ينطبق فقط على الأعمال الأدبية غير الدرامية المنشورة سابقًا، وعلى الجانب الآخر كان لدى أستراليا قبل المعاهدة بالفعل إعفاءات حقوق التأليف والنشر التي تنطبق على جميع الأعمال الأدبية والدرامية. كان الهدف الرئيسي من إنشاء المعاهدة هو إنشاء مجموعة واحدة من القواعد للمساعدة في تسهيل تقاسم جميع أنواع الأعمال عبر الحدود الدولية.

## المعاهدة
تسمح معاهدة مراكش لتيسير النفاذ إلى المصنفات المنشورة لفائدة الأشخاص المكفوفين باستثناءات حقوق النشر لتسهيل إنشاء نسخ يسهل الوصول إليها من الكتب وغيرها من الأعمال المحمية بحقوق الطبع والنشر للأشخاص المعاقين بصريًا، وتضع معيارًا للدول التي تصدق على المعاهدة للحصول على استثناء محلي لحقوق الطبع والنشر يغطي هذه الأنشطة ويسمح باستيراد وتصدير هذه المواد.
كان المطلوب هو تصديق 20 دولة على المعاهدة لكي تدخل إلى حيز التنفيذ، وبالفعل تم التصديق من الدول العشرين في 30 يونيو 2016، ودخلت المعاهدة إلى حيز التنفيذ في 30 سبتمبر عام 2016، ومع اختتام المؤتمر الدبلوماسي الذي أقيم في مدينة مراكش، كان هناك 63 دولة وقعت على المعاهدة.

## التصديق
كانت الهند أول دولة تصدق على معاهدة مراكش لتيسير النفاذ إلى المصنفات المنشورة لفائدة الأشخاص المكفوفين في 24 يوليو 2014. واعتبارًا من 15 تشرين الأول (أكتوبر) عام 2018، وقعت 80 دولة على المعاهدة وصدقت عليها 117 دولة من بينها 28 دولة عضو في الاتحاد الأوروبي والتي صادقت على المعاهدة ككيان واحد في الإخطار رقم 45، وأضيف إلى هذه الدول مؤخراً بربادوس. صدقت جميع الدول ال28 الأعضاء في الاتحاد الأوروبي على المعاهدة في 1 تشرين الأول (أكتوبر) عام عام 2018. ودخلت أحكام المعاهدة حيز التنفيذ في جميع أنحاء الاتحاد الأوروبي (بما في ذلك المملكة المتحدة) في 1 كانون الثاني (يناير) عام 2019.
خرجت المملكة المتحدة الاتحاد الأوروبي في 31 كانون الثاني (يناير) عام 2020، إلا أنها ظلت ملتزمة بالمعاهدة بموجب تصديق الاتحاد الأوروبي على المعاهدة حتى 31 كانون الأول (ديسمبر) عام 2020. أودعت المملكة المتحدة وثيقة تصديقها في 1 تشرين الأول (أكتوبر) عام 2020، وهذا يعني أنه اعتبارًا من 1 كانون الثاني (يناير) عام 2021 أصبحت المملكة المتحدة طرفًا متعاقدًا في حد ذاتها.
نشرت المفوضية الأوروبية في 20 أيلول (سبتمبر) عام 2017 توجيهاً ولائحة بشأن معاهدة مراكش لتيسير النفاذ إلى المصنفات المنشورة لفائدة الأشخاص المكفوفين التي كان لا بد من تحويلها إلى قانون وطني في جميع الدول الأعضاء، والبالغ عددها 28 دولة، وكان الموعد النهائي لإتمام هذا التحويل هو 11 تشرين الأول (أكتوبر) عام 2018. وطُلب من الدول الأعضاء تحديث قوانينها الوطنية لتنفيذ متطلبات المعاهدة في وقت لاحق من عام 2018. جاء ذلك بعد عملية طويلة ومثيرة للجدل في بعض الأحيان بدأت بعد فترة وجيزة من إقرار المعاهدة في البداية. في أذار (مارس) عام 2015، عندما اتهم مجلس الاتحاد الأوروبي المفوضية الأوروبية بتأخير اعتماد الاتحاد الأوروبي للمعاهدة ودعا المفوضية إلى تقديم الاقتراح التشريعي اللازم دون تأخير. وعلى الرغم من ذلك فقد استمرت معارضة بعض الدول الأعضاء في الاتحاد الأوروبي.
وافق مجلس الشيوخ الأمريكي في 28 حزيران (يونيو) عام 2018 على المعاهدة وعلى مشروع قانون التنفيذ رقم س.2559 دون معارضة واضحة، كما وافق مجلس النواب الأمريكي على القرار رقم س.2559 بالإجماع في 25 أيلول (سبتمبر) عام 2018. ثُمّ اوقع الرئيس الأمريكي السابق دونالد ترامب في 9 تشرين الأول (أكتوبر) عام 2018 على مشروع القانون والمعاهدة ليصبح قانونًا ملزمًا، وكنتيجة لذلك، انضمت الولايات المتحدة الأمريكية في 8 شباط (فبراير) عام 2019 رسميًا إلى المعاهدة.

### الدول التي صادقت على المعاهدة
بحلول 20 شباط (فبراير) عام 2023 كان هناك 92 طرفًا متعاقدًا (118 دولة) حول العالم صادقوا على معاهدة مراكش أو انضموا إليها على النحو الموضح في الجدول التالي:
| الدولة                     | تاريخ التوقيع على المعاهدة | تاريخ التصديق  | تاريخ دخول المعاهدة إلى حيز التنفيذ |
| -------------------------- | -------------------------- | -------------- | ----------------------------------- |
| أفغانستان                  | 28 يونيو 2013              | 28 يوليو 2018  | 26 أكتوبر 2018                      |
| الأرجنتين                  | 21 مايو 2014               | 1 أبريل 2015   | 30 سبتمبر 2016                      |
| أرمينيا                    |                            | 1 يونيو 2022   | 1 سبتمبر 2022                       |
| أستراليا                   | 23 يونيو 2014              | 10 ديسمبر 2015 | 30 سبتمبر 2016                      |
| النمسا                     | 25 يونيو 2014              |                |                                     |
| أذربيجان                   |                            | 24 سبتمبر 2018 | 24 ديسمبر 2018                      |
| بنغلاديش                   |                            | 26 سبتمبر 2022 | 26 ديسمبر 2022                      |
| باربادوس                   |                            | 20 فبراير 2023 | 20 مايو 2023                        |
| بيلاروسيا                  |                            | 22 يوليو 2020  | 22 أكتوبر 2020                      |
| بلجيكا                     | 25 يونيو 2014              |                |                                     |
| بليز                       |                            | 9 نوفمبر 2018  | 9 فبراير 2019                       |
| بوليفيا                    |                            | 12 مارس 2019   | 12 يونيو 2019                       |
| البوسنة والهرسك            | 28 يونيو 2013              | 20 يناير 2021  | 20 أبريل 2021                       |
| بوتسوانا                   |                            | 5 أكتوبر 2016  | 5 يناير 2017                        |
| البرازيل                   | 28 يونيو 2013              | 11 ديسمبر 2015 | 30 سبتمبر 2016                      |
| بوركينا فاسو               | 28 يونيو 2013              | 31 يوليو 2017  | 31 أكتوبر 2017                      |
| بوروندي                    | 28 يونيو 2013              |                |                                     |
| الرأس الأخضر               |                            | 22 فبراير 2019 | 22 مايو 2019                        |
| كمبوديا                    | 28 يونيو 2013              |                |                                     |
| الكاميرون                  | 28 يونيو 2013              | 5 أكتوبر 2021  | 5 يناير 2022                        |
| كندا                       |                            | 30 يونيو 2016  | 30 سبتمبر 2016                      |
| جمهورية أفريقيا الوسطى     | 28 يونيو 2013              |                |                                     |
| تشاد                       | 28 يونيو 2013              | 10 مايو 2016   | 30 سبتمبر 2016                      |
| تشيلي                      | 28 يونيو 2013              | 5 فبراير 2022  | 5 مايو 2022                         |
| كولومبيا                   | 28 يونيو 2013              |                |                                     |
| جزر القمر                  | 28 يونيو 2013              | 25 يناير 2021  | 25 أبريل 2021                       |
| الكونغو                    | 28 يونيو 2013              |                |                                     |
| جزر كوك                    |                            | 19 مارس 2019   | 19 يونيو 2019                       |
| كوستاريكا                  | 28 يونيو 2013              | 9 أكتوبر 2017  | 9 يناير 2018                        |
| ساحل العاج                 | 28 يونيو 2013              |                |                                     |
| قبرص                       | 28 يونيو 2013              |                |                                     |
| جمهورية التشيك             | 24 يونيو 2014              |                |                                     |
| كوريا الجنوبية             | 28 يونيو 2013              | 19 فبراير 2016 | 30 سبتمبر 2016                      |
| الدنمارك                   | 28 يونيو 2013              |                |                                     |
| جيبوتي                     | 28 يونيو 2013              |                |                                     |
| جمهورية الدومينيكان        | 28 يونيو 2013              | 5 يونيو 2018   | 5 سبتمبر 2018                       |
| الإكوادور                  | 8 مايو 2014                | 29 يونيو 2016  | 30 سبتمبر 2016                      |
| السلفادور                  | 11 أكتوبر 2013             | 1 أكتوبر 2014  | 30 سبتمبر 2016                      |
| إثيوبيا                    | 28 يونيو 2013              | 20 نوفمبر 2020 | 2 فبراير 2021                       |
| الاتحاد الأوروبي           | 30 أبريل 2014              | 1 أكتوبر 2018  | 1 يناير 2019                        |
| فنلندا                     | 20 يونيو 2014              |                |                                     |
| فرنسا                      | 30 أبريل 2014              |                |                                     |
| ألمانيا                    | 20 يونيو 2014              |                |                                     |
| غانا                       | 28 يونيو 2013              | 11 مايو 2018   | 11 أغسطس 2018                       |
| اليونان                    | 30 أبريل 2014              |                |                                     |
| غواتيمالا                  | 2 يونيو 2014               | 29 يونيو 2016  | 30 سبتمبر 2016                      |
| غينيا                      | 28 يونيو 2013              |                |                                     |
| هايتي                      | 28 يونيو 2013              |                |                                     |
| الكرسي الرسولي             | 28 يونيو 2013              |                |                                     |
| هندوراس                    |                            | 29 مارس 2017   | 29 يونيو 2017                       |
| آيسلندا                    |                            | 9 ديسمبر 2021  | 9 مارس 2022                         |
| الهند                      | 30 أبريل 2014              | 24 يونيو 2014  | 30 سبتمبر 2016                      |
| إندونيسا                   | 24 سبتمبر 2013             | 28 يناير 2020  | 28 أبريل 2020                       |
| إيران                      | 27 يونيو 2014              |                |                                     |
| أيرلندا                    | 20 يونيو 2014              |                |                                     |
| إسرائيل                    |                            | 21 مارس 2016   | 30 سبتمبر 2016                      |
| اليابان                    |                            | 1 أكتوبر 2018  | 1 يناير 2019                        |
| الأردن                     | 28 يونيو 2013              | 26 يونيو 2018  | 26 سبتمبر 2018                      |
| كينيا                      | 28 يونيو 2013              | 2 يونيو 2017   | 2 سبتمبر 2017                       |
| كيريباتي                   |                            | 31 يوليو 2019  | 31 أكتوبر 2019                      |
| قيرغيزستان                 |                            | 15 مايو 2017   | 15 أغسطس 2017                       |
| لبنان                      | 28 يونيو 2013              |                |                                     |
| ليسوتو                     |                            | 30 أبريل 2018  | 30 يوليو 2018                       |
| ليبيريا                    |                            | 6 أكتوبر 2016  | 6 يناير 2017                        |
| ليختنشتاين                 |                            | 22 سبتمبر 2021 | 22 ديسمبر 2021                      |
| ليتوانيا                   | 27 سبتمبر 2013             |                |                                     |
| لوكسمبورغ                  | 28 يونيو 2013              |                |                                     |
| مالاوي                     |                            | 14 يوليو 2017  | 14 أكتوبر 2017                      |
| ماليزيا                    |                            | 31 مارس 2022   | 30 يونيو 2022                       |
| مالي                       | 28 يونيو 2013              | 16 ديسمبر 2014 | 30 سبتمبر 2016                      |
| جزر مارشال                 |                            | 8 فبراير 2019  | 8 مايو 2019                         |
| موريتانيا                  | 28 يونيو 2013              |                |                                     |
| موريشيوس                   | 28 يونيو 2013              | 11 يناير 2021  | 11 أبريل 2021                       |
| المكسيك                    | 25 يونيو 2014              | 29 يوليو 2015  | 30 سبتمبر 2016                      |
| منغوليا                    | 28 يونيو 2013              | 23 سبتمبر 2015 | 30 سبتمبر 2016                      |
| الجبل الأسود               |                            | 8 مارس 2022    | 8 يونيو 2022                        |
| المغرب                     | 28 يونيو 2013              | 15 مايو 2019   | 15 أغسطس 2019                       |
| موزمبيق                    | 22 أغسطس 2013              |                |                                     |
| ناميبيا                    | 12 أغسطس 2013              |                |                                     |
| نيبال                      | 28 يونيو 2013              |                |                                     |
| نيوزيلندا                  |                            | 4 أكتوبر 2019  | 4 يناير 2020                        |
| نيكاراغوا                  |                            | 16 يناير 2020  | 16 أبريل 2020                       |
| نيجيريا                    | 28 يونيو 2013              | 4 أكتوبر 2017  | 4 يناير 2018                        |
| النرويج                    | 20 يونيو 2014              | 31 أغسطس 2021  | 30 نوفمبر 2021                      |
| بنما                       | 28 يونيو 2013              | 10 فبراير 2017 | 10 مايو 2017                        |
| باراغواي                   | 28 يونيو 2013              | 20 يناير 2015  | 30 سبتمبر 2016                      |
| بيرو                       | 28 يونيو 2013              | 2 فبراير 2016  | 30 سبتمبر 2016                      |
| الفلبين                    |                            | 18 ديسمبر 2018 | 18 مارس 2019                        |
| بولندا                     | 24 يونيو 2014              |                |                                     |
| قطر                        |                            | 24 أكتوبر 2018 | 24 يناير 2019                       |
| كوريا الشمالية             | 26 يونيو 2014              | 8 أكتوبر 2015  | 30 سبتمبر 2016                      |
| مولدوفا                    | 28 يونيو 2013              | 19 فبراير 2018 | 19 مايو 2018                        |
| روسيا                      |                            | 8 فبراير 2018  | 8 مايو 2018                         |
| رواندا                     |                            | 25 أكتوبر 2021 | 25 يناير 2022                       |
| سانت لوسيا                 |                            | 11 يونيو 2020  | 11 سبتمبر 2020                      |
| سانت فينسنت والغرينادين    |                            | 5 سبتمبر 2016  | 5 ديسمبر 2016                       |
| سان مارينو                 |                            | 2 يونيو 2020   | 2 سبتمبر 2020                       |
| ساو تومي وبرينسيب          | 28 يونيو 2013              | 15 أكتوبر 2020 | 15 يناير 2021                       |
| المملكة العربية السعودية   |                            | 21 نوفمبر 2018 | 21 فبراير 2019                      |
| السنغال                    | 28 يونيو 2013              |                |                                     |
| صربيا                      |                            | 24 فبراير 2020 | 24 مايو 2020                        |
| سيراليون                   | 28 يونيو 2013              |                |                                     |
| سنغافورة                   |                            | 30 مارس 2015   | 30 مايو 2016                        |
| سلوفينيا                   | 16 مايو 2014               |                |                                     |
| سريلانكا                   |                            | 5 أكتوبر 2016  | 5 يناير 2017                        |
| السودان                    | 28 يونيو 2013              |                |                                     |
| سويسرا                     | 28 يونيو 2013              | 11 فبراير 2020 | 11 مايو 2020                        |
| سوريا                      | 22 نوفمبر 2013             |                |                                     |
| طاجيكستان                  |                            | 27 فبراير 2019 | 27 مايو 2019                        |
| تايلاند                    |                            | 28 يناير 2019  | 28 أبريل 2019                       |
| توجو                       | 28 يونيو 2013              |                |                                     |
| ترينيداد وتوباغو           |                            | 4 أكتوبر 2019  | 4 يناير 2020                        |
| تونس                       | 28 يونيو 2013              | 7 سبتمبر 2016  | 7 ديسمبر 2016                       |
| تركيا                      | 1 نوفمبر 2013              |                |                                     |
| تركمانستان                 |                            | 15 أكتوبر 2020 | 15 نوفمبر 2020                      |
| أوغندا                     | 28 يونيو 2013              | 23 أبريل 2018  | 23 يوليو 2018                       |
| الإمارات العربية المتحدة   |                            | 15 أكتوبر 2014 | 30 سبتمبر 2016                      |
| المملكة المتحدة            | 28 يونيو 2013              | 1 أكتوبر 2020  | 1 يناير 2021                        |
| تنزانيا                    |                            | 8 أبريل 2020   | 8 يوليو 2020                        |
| الولايات المتحدة الأمريكية | 2 أكتوبر 2013              | 8 فبراير 2019  | 8 مايو 2019                         |
| أوروغواي                   | 28 يونيو 2013              | 1 ديسمبر 2014  | 30 سبتمبر 2016                      |
| أوزبكستان                  |                            | 7 مارس 2022    | 7 يونيو 2022                        |
| فانواتو                    |                            | 6 مايو 2020    | 6 أغسطس 2020                        |
| فنزويلا                    |                            | 2 أكتوبر 2019  | 2 يناير 2020                        |
| فيتنام                     |                            | 6 ديسمبر 2022  | 6 مارس 2023                         |
| زيمبابوي                   | 2 أكتوبر 2013              | 12 سبتمبر 2019 | 12 ديسمبر 2019                      |

## المبادرات
وُضع تصوّر اتحاد الكتب الميسرة، الذي تم إطلاقه في عام 2014 كمبادرة واحدة من بين أمور أخرى يمكن تنفيذها لتحقيق أهداف معاهدة مراكش لتيسير النفاذ إلى المصنفات المنشورة لفائدة الأشخاص المكفوفين بشكل ملموس. يهدف اتحاد الكتب الميسرة إلى زيادة عدد الكتب في جميع أنحاء العالم بتنسيقات يسهل الوصول إليها، مثل طريقة برايل والكتب الصوتية والكتب ذات الطباعة الكبيرة، وإتاحتها للأشخاص المكفوفين أو ضعاف البصر أو الذين يعانون من إعاقات الطباعة.